# Stalagtia skadarensis
Stalagtia skadarensis är en spindelart som beskrevs av Josef Kratochvíl 1970. Stalagtia skadarensis ingår i släktet Stalagtia och familjen ringögonspindlar.
Artens utbredningsområde är Montenegro. Inga underarter finns listade i Catalogue of Life.